# Blackburn Iris
Le Blackburn Iris est un avion militaire de l'entre-deux-guerres. C'est un hydravion biplan à coque et ailes hautes.